# Trolltjärnen (By socken, Dalarna)
Trolltjärnen är en sjö i Avesta kommun i Dalarna och ingår i Dalälvens huvudavrinningsområde.